# Espectro

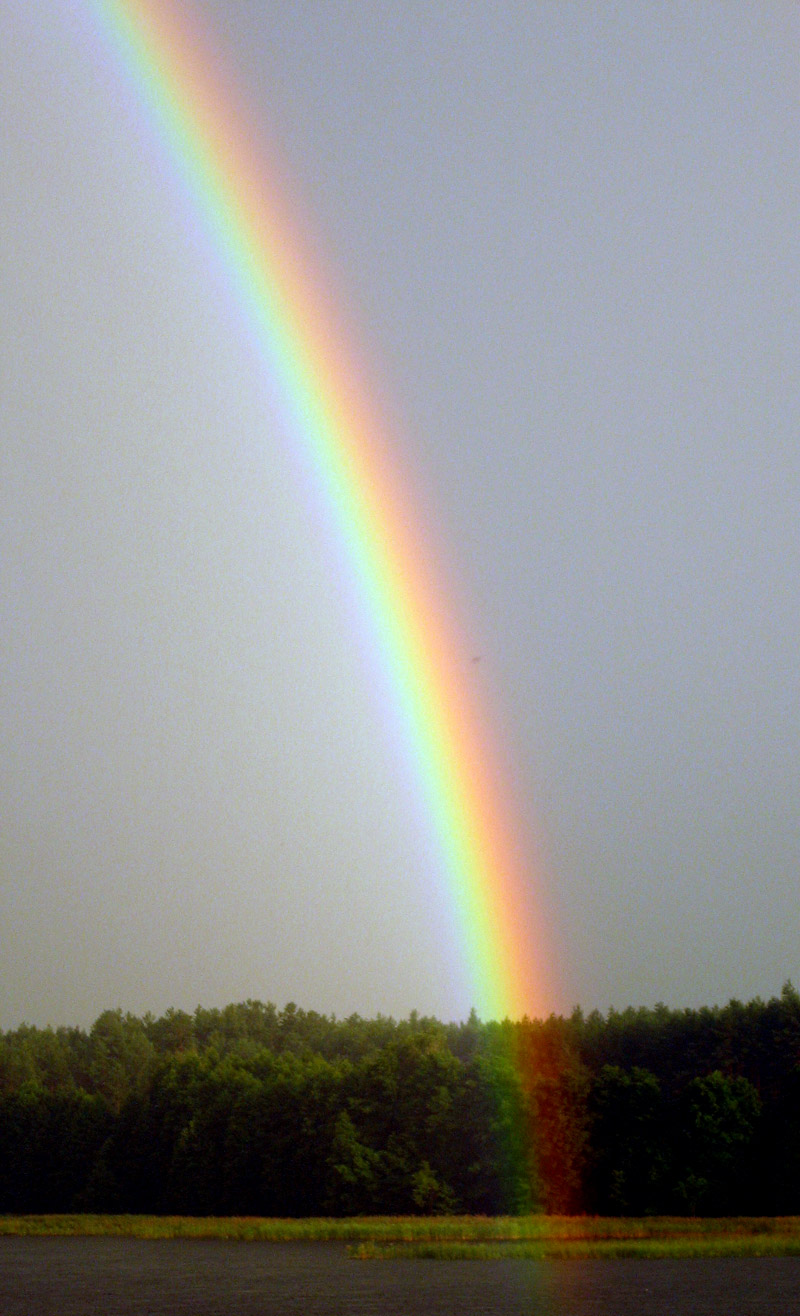
El espectro en un arcoíris

Un espectro es una condición que no se limita a un conjunto específico de valores, sino que puede variar, sin pasos, a través de un continuo. La palabra se utilizó por primera vez científicamente en óptica para describir el arco iris de colores en luz visible después de pasar a través de un prisma. A medida que avanzaba la comprensión científica de la luz, llegó a aplicarse a todo el espectro electromagnético.
Desde entonces, espectro se ha aplicado por analogía a temas fuera de la óptica. Por lo tanto, uno podría hablar sobre el "espectro de opinión política", o el "espectro de actividad" de una droga, o el "espectro autista". En estos usos, los valores dentro de un espectro pueden no estar asociados con números o definiciones cuantificables con precisión. Tales usos implican una amplia gama de condiciones o comportamientos agrupados y estudiados bajo un solo título para facilitar la discusión. Los usos no científicos del término espectro a veces son engañosos. Por ejemplo, un solo espectro de opinión política de izquierda a derecha no captura la gama completa de creencias políticas de las personas. Los politólogos usan una variedad de sistemas biaxiales y multiaxiales para caracterizar con mayor precisión la opinión política.
En la mayoría de los usos modernos del espectro hay un tema unificador entre los extremos en cada extremo. Esto no siempre fue cierto en el uso anterior.

## Etimología
En latín, spectrum significa "imagen" o "aparición", incluido el significado "espectro". La evidencia espectral es un testimonio de lo que hicieron los espectros de personas que no están presentes físicamente, o evidencia de oídas sobre lo que dijeron los fantasmas o las apariciones de Satanás. Fue utilizado para condenar a varias personas de brujería en Salem, Massachusetts a fines del siglo XVII. La palabra "espectro" [Spektrum] fue utilizada estrictamente para designar una imagen óptica fantasmal por Goethe en su Teoría de los colores y Schopenhauer en On Vision and Colors.
El prefijo "espectro" se usa para formar palabras relacionadas con los espectros. Por ejemplo, un espectrómetro es un dispositivo utilizado para registrar espectros y la espectroscopia es el uso de un espectrómetro para análisis químico.

## Ciencia física

Diagrama que ilustra el espectro electromagnético.

En el siglo XVII, Isaac Newton introdujo la palabra espectro en óptica, refiriéndose a la gama de colores observados cuando la luz blanca se dispersaba a través de un prisma. Pronto, el término se refería a una gráfica de intensidad o potencia lumínica en función de la frecuencia o la longitud de onda, también conocida como gráfica de densidad espectral.
El término espectro se amplió para aplicarse a otras ondas, como las ondas de sonido que también podrían medirse en función de la frecuencia, el espectro de frecuencia y el espectro de potencia de una señal. El término ahora se aplica a cualquier señal que se pueda medir o descomponer a lo largo de una variable continua, como la energía en la espectroscopía electrónica o la relación de masa a carga en la espectrometría de masas. El espectro también se usa para referirse a una representación gráfica de la señal en función de la variable dependiente.

### Espectro electromagnético
El espectro electromagnético se refiere al rango completo de todas las frecuencias de radiación electromagnética y también a la distribución característica de la radiación electromagnética emitida o absorbida por ese objeto en particular. Los dispositivos utilizados para medir un espectro electromagnético se denominan espectrógrafo o espectrómetro. El espectro visible es la parte del espectro electromagnético que puede ver el ojo humano. La longitud de onda de la luz visible varía de 390 a 700 nm. El espectro de absorción de un elemento químico o compuesto químico es el espectro de frecuencias o longitudes de onda de radiación incidente que son absorbidas por el compuesto debido a las transiciones electrónicas de un estado de energía más bajo a más alto. El espectro de emisión se refiere al espectro de radiación emitida por el compuesto debido a las transiciones electrónicas de un estado de energía más alto a más bajo.
La luz de muchas fuentes diferentes contiene varios colores, cada uno con su propio brillo o intensidad. Un arco iris, o prisma, envía estos colores componentes en diferentes direcciones, haciéndolos visibles individualmente en diferentes ángulos. Un gráfico de la intensidad trazada contra la frecuencia (que muestra el brillo de cada color) es el espectro de frecuencia de la luz. Cuando todas las frecuencias visibles están presentes por igual, el color percibido de la luz es blanco y el espectro es una línea plana. Por lo tanto, los espectros de línea plana en general a menudo se denominan blancos, ya sea que representen luz u otro tipo de fenómeno de onda (sonido, por ejemplo, o vibración en una estructura).
En radio y telecomunicaciones, el espectro de frecuencia se puede compartir entre muchos difusores diferentes. El espectro de radio es la parte del espectro electromagnético correspondiente a frecuencias inferiores a 300 GHz, que corresponde a longitudes de onda más largas que aproximadamente 1 mm. El espectro de microondas corresponde a frecuencias entre 300 MHz (0.3 GHz) y 300 GHz y longitudes de onda entre un metro y un milímetro. Cada emisora de radio y televisión transmite una onda en un rango de frecuencia asignado, llamado canal. Cuando hay muchas emisoras presentes, el espectro de radio consiste en la suma de todos los canales individuales, cada uno con información separada, distribuidos en un amplio espectro de frecuencias. Cualquier receptor de radio en particular detectará una sola función de amplitud (voltaje) vs. tiempo. Luego, la radio utiliza un circuito o sintonizador sintonizado para seleccionar un solo canal o banda de frecuencia y demodular o decodificar la información de esa emisora. Si hiciéramos un gráfico de la intensidad de cada canal frente a la frecuencia del sintonizador, sería el espectro de frecuencia de la señal de la antena.
En la espectroscopía astronómica, la fuerza, la forma y la posición de las líneas de absorción y emisión, así como la distribución general de energía espectral del continuo, revelan muchas propiedades de los objetos astronómicos. La clasificación estelar es la categorización de las estrellas en función de sus espectros electromagnéticos característicos. La densidad de flujo espectral se utiliza para representar el espectro de una fuente de luz, como una estrella.
En radiometría y colorimetría (o ciencia del color en general), la distribución de potencia espectral (SPD) de una fuente de luz es una medida de la potencia aportada por cada frecuencia o color en una fuente de luz. El espectro de luz generalmente se mide en puntos (a menudo 31) a lo largo del espectro visible, en el espacio de longitud de onda en lugar del espacio de frecuencia, lo que hace que no sea estrictamente una densidad espectral. Algunos espectrofotómetros pueden medir incrementos tan finos como uno o dos nanómetros. Los valores se usan para calcular otras especificaciones y luego se trazan para mostrar los atributos espectrales de la fuente. Esto puede ser útil para analizar las características de color de una fuente en particular.

### Espectro de masas

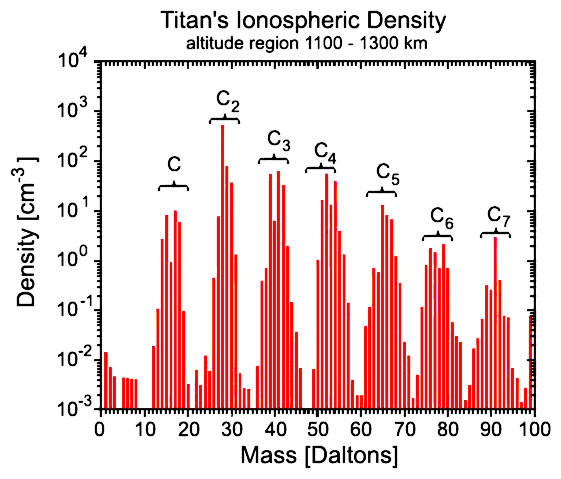
Espectro de masas de la ionosfera de Titán

Una gráfica de la abundancia de iones en función de la relación masa-carga se llama espectro de masa. Puede ser producido por un instrumento de espectrómetro de masas. El espectro de masas se puede usar para determinar la cantidad y la masa de átomos y moléculas. La espectrometría de masas en tándem se utiliza para determinar la estructura molecular.

### Espectro energético
En física, el espectro energético de una partícula es el número de partículas o la intensidad de un haz de partículas en función de la energía de la partícula. Ejemplos de técnicas que producen un espectro de energía son la espectroscopía de partículas alfa, la espectroscopía de pérdida de energía de electrones y la espectrometría de energía iónica-cinética analizada en masa.

### Espectro discreto
En física, particularmente en mecánica cuántica, algunos operadores diferenciales tienen espectros discretos, con espacios entre los valores. Los casos comunes incluyen el hamiltoniano y el operador de momento angular.

### Espectrograma

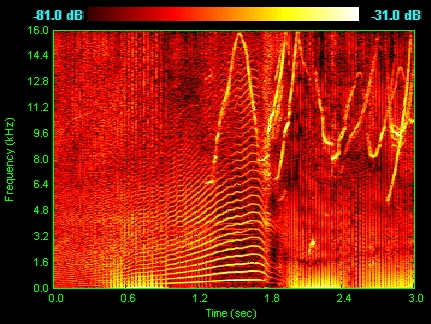
Espectrograma de vocalizaciones de delfines.

En acústica, un espectrograma es una representación visual del espectro de frecuencia del sonido en función del tiempo u otra variable.
Una fuente de sonido puede tener muchas frecuencias diferentes mezcladas. Un timbre de un tono musical se caracteriza por su espectro armónico. El sonido en nuestro entorno al que nos referimos como ruido incluye muchas frecuencias diferentes. Cuando una señal de sonido contiene una mezcla de todas las frecuencias audibles, distribuidas equitativamente sobre el espectro de audio, se denomina ruido blanco.
El analizador de espectro es un instrumento que se puede utilizar para convertir la onda de sonido de la nota musical en una visualización de las frecuencias constituyentes. Esta pantalla visual se conoce como espectrograma acústico. Los analizadores de espectro de audio basados en software están disponibles a bajo costo, proporcionando un fácil acceso no solo a los profesionales de la industria, sino también a académicos, estudiantes y aficionados. El espectrograma acústico generado por el analizador de espectro proporciona una firma acústica de la nota musical. Además de revelar la frecuencia fundamental y sus connotaciones, el espectrograma también es útil para el análisis del ataque temporal, la descomposición, el sostenimiento y la liberación de la nota musical.

## Ciencia biológica
El espectro de actividad antibiótico es un componente de la clasificación de antibióticos. Un antibiótico de amplio espectro es activo contra una amplia gama de bacterias, mientras que un antibiótico de espectro estrecho es efectivo contra familias específicas de bacterias. Un ejemplo de un antibiótico de amplio espectro comúnmente utilizado es la ampicilina. Un ejemplo de un antibiótico de espectro estrecho es la dicloxacilina, que actúa sobre las bacterias grampositivas productoras de betalactamasa, como Staphylococcus aureus.
En psiquiatría, el enfoque del espectro utiliza el término espectro para describir un rango de condiciones vinculadas, que a veces también se extiende para incluir síntomas y rasgos singulares. Por ejemplo, en el espectro autista se describe una variedad de afecciones clasificadas como trastornos del desarrollo neurológico.

## Matemáticas
En matemáticas, el espectro de una matriz es el conjunto múltiple de los valores propios de la matriz.
En el análisis funcional, el concepto del espectro de un operador acotado es una generalización del concepto de valor propio para matrices.
En topología algebraica, un espectro es un objeto que representa una teoría de cohomología generalizada.

## Ciencias Sociales

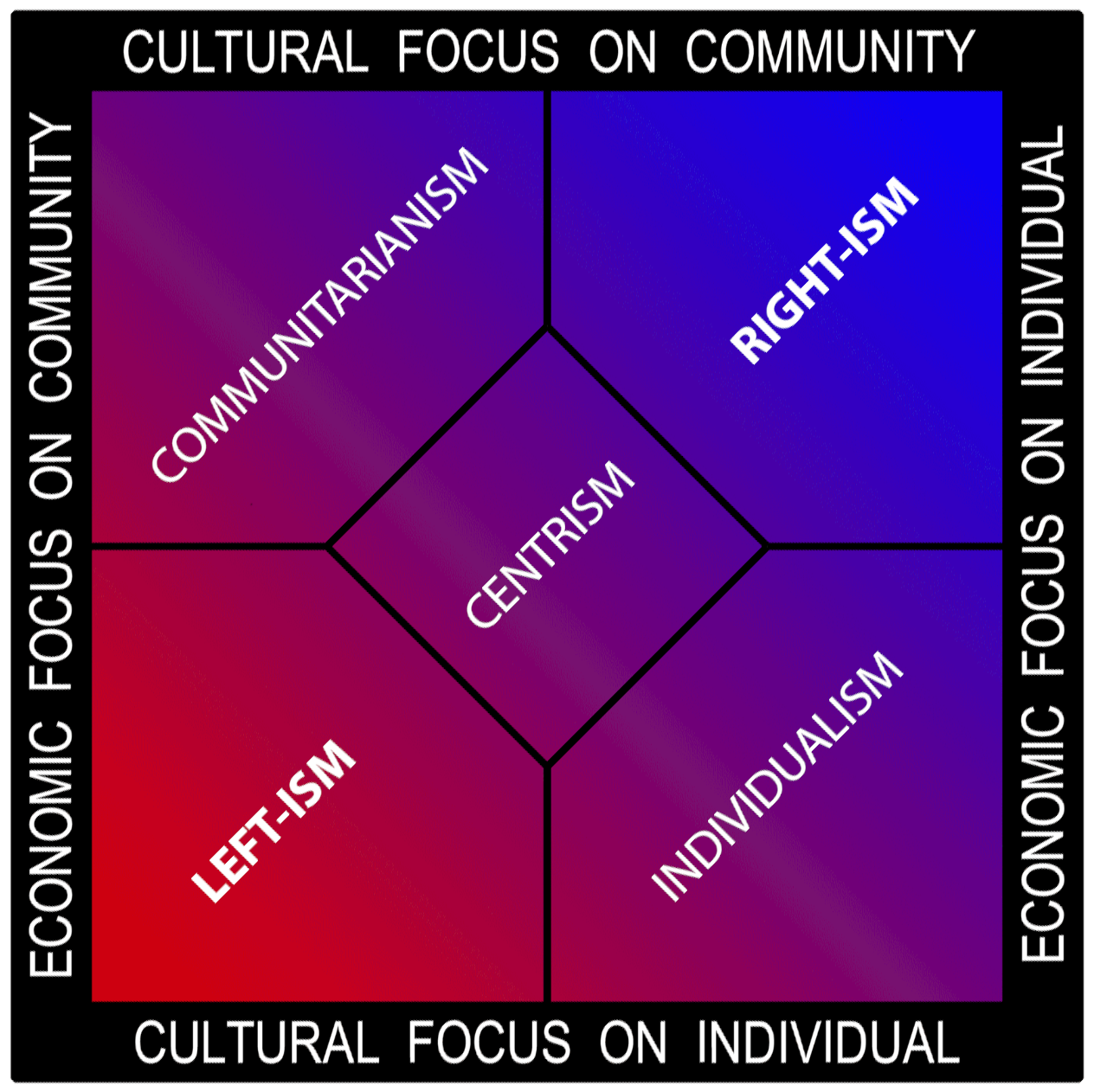
Un gráfico de Nolan del espectro político utilizando la codificación (izquierdismo rojo y derechismo azul).

En ciencias sociales, el espectro económico se utiliza para indicar el rango de clase social junto con algún indicador de riqueza o ingreso. En ciencia política, el término espectro político se refiere a un sistema de clasificación de posiciones políticas en una o más dimensiones, por ejemplo en un rango que incluye ala derecha e izquierda.